# 지방도 제504호선
지방도 제504호선은 충청북도 청주시 흥덕구 오송읍 동평리 미호대교와 오송리 오송역을 잇는 충청북도의 지방도이다.
본래 이 노선은 지방도 제604호선 충청북도 구간의 일부분이며, 충청북도 구간 중 청주시 흥덕구 오송읍 동평리 미호대교에서 오송리 오송역 구간이 2017년 7월 7일에 지금의 노선으로 분할되었다.

## 연혁
- 2017년 7월 7일 : 지방도 제604호선의  청주시 흥덕구 오송읍 동평리 미호대교에서 오송리 오송역 4.7km 구간을 분할해 지방도 신설[1]

## 주요 경유지
충청북도
- 청주시 흥덕구 오송읍 미호대교 - 오송2교 - 오송2 교차로(오송3교) - 오송역

## 도로명
전 구간 세종오송로에 속한다.

## 같이 보기
- 지방도 제604호선